# Morris Ten/6
Morris Ten/6 – samochód sportowy produkowany przez brytyjska firmę Morris Motor Company w latach 1934–1935. Wyposażony był on w otwarte nadwozie i składany dach. Samochód był napędzany przez silnik o pojemności 1,4 l. 

## Dane techniczne
- Silnik: R6 1,4 l (1378 cm³)
- Układ zasilania: b.d.
- Średnica × skok tłoka: b.d.
- Stopień sprężania: b.d.
- Moc maksymalna: 38 KM (28 kW)
- Maksymalny moment obrotowy: b.d.
- Prędkość maksymalna: b.d.